# Jorge Eliécer Orozco
Jorge Eliécer Orozco Dávila (Armenia, 1 de agosto de 1945-Pereira, 25 de enero de 2021) fue un periodista, escritor y cantante colombiano, reconocido por su vínculo profesional con medios como RCN Radio, El Tiempo, La Patria y La Crónica del Quindío.

## Biografía

### Primeros años
Orozco Dávila nació en la ciudad de Armenia, Quindío en 1945, hijo de Jesús María Orozco e Isaura Dávila. Realizó sus estudios de básica primaria en su natal Armenia y su formación superior en Bogotá, donde ingresó en el colegio de la Universidad La Gran Colombia a mediados de la década de 1950.

### Carrera
Se vinculó profesionalmente con la cadena radial RCN, convirtiéndose en gerente regional y director de noticias en 1974 y permaneciendo en el cargo hasta 2005. En 1980 fue nombrado director de noticias a nivel nacional de Radio Sucesos RCN, cargo que desempeñó hasta 1982, tiempo después retomó la dirección de noticias regional, además condujo y dirigió los espacios locales La Gran Verdad que se transmitió por la emisora La Cariñosa y el programa Hablemos del Quindío en el canal regional Telecafé. En 1991 fue uno de los creadores de la fundación médica Alejandro Londoño, convirtiéndose además en presidente de su junta directiva.
Orozco Dávila cofundó la Casa de la Cultura del municipio de Calarcá y escribió dos libros: Ledher el hombre (1987) y Apuntes para la historia política del Quindío (2016). Trabajó como columnista en diversos diarios del país como El Tiempo, La Patria y La Crónica del Quindío. Como cantante música tradicional colombiana participó en varios festivales a nivel nacional, coronándose en el Festival de la Canción Colombiana en 1967. Recibió además el galardón Micrófono de Oro, otorgado por RCN Radio.

### Fallecimiento
Orozco falleció el 25 de enero de 2021 en la Clínica Oncólogos de Occidente en Pereira, Risaralda a causa de un cáncer que llevaba padeciendo durante varios meses. Tenía setenta y siete años.